# Stomatepia mongo
Stomatepia mongo är en fiskart som beskrevs av Ethelwynn Trewavas 1972. Stomatepia mongo ingår i släktet Stomatepia och familjen Cichlidae. IUCN kategoriserar arten globalt som akut hotad. Inga underarter finns listade i Catalogue of Life.